# Газије (Феричанци)
Газије су насељено место у општини Феричанци, Осјечко-барањска жупанија, Хрватска.

## Историја
До територијалне реорганизације у Хрватској биле су у саставу старе општине Нашице.

## Становништво
У попису становништва из 2011. године, Газије су имале 53 становника.
| Број становника према пописима | Број становника према пописима | Број становника према пописима | Број становника према пописима | Број становника према пописима | Број становника према пописима | Број становника према пописима | Број становника према пописима | Број становника према пописима | Број становника према пописима | Број становника према пописима | Број становника према пописима | Број становника према пописима | Број становника према пописима | Број становника према пописима | Број становника према пописима |
| ------------------------------ | ------------------------------ | ------------------------------ | ------------------------------ | ------------------------------ | ------------------------------ | ------------------------------ | ------------------------------ | ------------------------------ | ------------------------------ | ------------------------------ | ------------------------------ | ------------------------------ | ------------------------------ | ------------------------------ | ------------------------------ |
| 1857                           | 1869                           | 1880                           | 1890                           | 1900                           | 1910                           | 1921                           | 1931                           | 1948                           | 1953                           | 1961                           | 1971                           | 1981                           | 1991                           | 2001                           | 2011                           |
| 249                            | 243                            | 221                            | 345                            | 407                            | 536                            | 366                            | 440                            | 316                            | 282                            | 249                            | 166                            | 116                            | 80                             | 93                             | 53                             |

Напомена: До 1900. исказивано под именом Газје.

### Попис1991.
У попису становништва из 1991. године, Газије је имало 80 становника, следећег националног састава:
| Попис 1991.‍  | Попис 1991.‍  | Попис 1991.‍ | Попис 1991.‍ | Попис 1991.‍ |
| ------------ | ------------ | ----------- | ----------- | ----------- |
|              |              |             |             |             |
| Срби         | Срби         |             | 44          | 55,00%      |
| Хрвати       | Хрвати       |             | 24          | 30,00%      |
| Југословени  | Југословени  |             | 4           | 5,00%       |
| Мађари       | Мађари       |             | 2           | 2,50%       |
| неопредељени | неопредељени |             | 5           | 6,25%       |
| непознато    | непознато    |             | 1           | 1,25%       |
| укупно: 80   |              |             |             |             |

### Попис1910.
| Газије | Газије |
| --- | --- |
| језик | вера |
| ukupno: 536 Српски 270 (50,37%) Хрватски 109 (20,33%) Мађарски 67 (12,50%) Немачки 40 (7,46%) Чешки 22 (4,10%) Словеначки 8 (1,49%) Румунски 2 (0,37%) Словачки 2 (0,37%) Русински 1 (0,18%) остали 15 (2,79%) | <div style="border:solid transparent;position:absolute;width:100px;line-height:0;<div style="border:solid transparent;position:absolute;width:100px;line-height:0;<div style="border:solid transparent;position:absolute;width:100px;line-height:0;<div style="border:solid transparent;position:absolute;width:100px;line-height:0;<div style="border:solid transparent;position:absolute;width:100px;line-height:0; укупно: 536 Православци 273 (50,93%) Римокатолици 254 (47,38%) Јевреји 6 (1,11%) Гркокатолици 2 (0,37%) Калвинисти 1 (0,18%) - (-%) |